# Ernst Supan
Ernst Supan (* 2. Februar 1884 in Czernowitz, Herzogtum Bukowina; † 23. Juni 1966 in Detmold) war ein deutscher Architekt und Stadtplaner.

## Leben
Ernst Supan war das zweite von vier Kindern des Geographen Alexander Supan und von Adelheid geb. Rectorzik. Er besuchte das Gymnasium in Gotha. Nach der Reifeprüfung in 1903 legte er seinen Wehrdienst ab und studierte schließlich ab 1905 Architektur. Er studierte in Karlsruhe, Dresden und Braunschweig, wo er sein erstes Staatsexamen als Diplom-Ingenieur ablegte. Seit 1905 gehörte er der Karlsruher Burschenschaft Teutonia an. Nach dem Referendariat bestand Supan seine zweite Staatsprüfung 1913 als Regierungsbaumeister.
Supan heiratet 1911 Anna Wilhelmina Agnes Minna S. geb. Grosse (1885–1970). Aus der Ehe entstanden ein Sohn und eine Tochter.
Supan wurde zu Beginn des Ersten Weltkrieges zum Heeresdienst eingezogen. Er wurde nach wenigen Monaten Leutnant der Reserve. 1914 wurde er verwundet, ebenfalls 1917 als Oberleutnant der Reserve. Er wurde mit dem Ritterkreuz II. Klasse mit Schwertern des Herzoglich Sachsen-Ernestinischer Hausordens und mit dem Eisernen Kreuz erster Klasse ausgezeichnet. Während des Krieges erlitt er schwere Verletzungen, die zum Verlust des rechten Armes und zur Schädigung des linken Beines führten.
1919 wurde Supan zum Stadtbaumeister und später zum Stadtbaurat in Detmold bestellt. Dabei prägte er sehr die Stadtgestaltung Detmolds in der Weimarer Zeit. Die Errichtung zahlreicher Siedlungen und Anlagen gehen auf ihn zurück. Zusätzlich hielt er Vorlesungen an der Fürst Leopold-Akademie für Verwaltungswissenschaften und entwarf Papiernotgeld für Lippe-Detmold, welches 1920 herausgegeben wurde. 
Supan wurde am 1. Mai 1937 Mitglied der NSDAP, blieb jedoch ohne Amt. Aufgrund eines Verfahrens gegen ihn zur frühzeitigen Pensionierung wurde er 1939 im Alter von 55 Jahren in den Ruhestand versetzt.

## Veröffentlichungen (Auswahl)
- Lippe-Detmold, herausgegeben vom Lippischen Städtetag und bearbeitet von Supan, in: Deutschlands Städtebau, 1924